# Hypocala kebeae
Hypocala kebeae là một loài bướm đêm trong họ Noctuidae.